# Канторович Анатолій Якович
Анатолій Якович Канторович (псевдоніми: Аякс, Н. Терентьєв; 28 вересня (10 жовтня) 1896 — 25 вересня 1937) — радянський учений-міжнародник, спеціаліст з економічної історії Китаю, доктор економічних наук (1936).
Народився в сім'ї вченого-юриста. Брав активну участь у Жовтневому перевороту та громадянській війні за більшовиків. Після революції працював у НКІД. У 1924—1928 роки працював радником при радянському посольстві в Пекіні, паралельно займався дослідженням китайської економіки. Повернувшись до Москви, викладав у МІВ, продовжував також працювати в НКИД до 1932 року, після чого перейшов на посаду старшого наукового співробітника в ІМХіМП. Паралельно працював як журналіст, автор десятків газетних та журнальних статей, заступник завідувача іноземного відділу «Известий».
У центрі наукових інтересів Канторовича протягом усього життя стояв Китай і проблема міжнародних відносин Далекому Сході, але у роки він поглиблено займався вивченням різних аспектів цієї проблематики. Свій науковий шлях Канторович почав з опису економічних проблем сучасного Китаю, в 1928—1931 роках, після радянсько-китайського конфлікту на КВЖД, він перейшов на вивчення залізниць на північному сході Китаю. Експансія Японії в Маньчжурії (1931) підштовхнула вченого до вивчення впливу Японії на даний регіон. В 1933 Канторович звернувся до вивчення експансії США на території Китаю і саме цій темі була присвячена його найвідоміша робота «Америка в боротьбі за Китай» (1935), що стала для вченого останньою. У червні 1937 року Анатолія Канторовича заарештовано. Розстріляний у вересні того ж року.

## Біографія
Анатолій Канторович народився в Петербурзі в сім'ї помічника присяжного повіреного Якова Канторовича, згодом присяжного повіреного та видного вченого в галузі юриспруденції. У 1916 році був призваний до армії вольновизначальним, взяв активну участь у підготовці та проведенні Жовтневої революції, був делегатом II з'їзду Рад від своєї військової частини. Брав участь в обороні Петрограда від Юденича, в 1919—1920 роках працював головою раднаргоспу в Миколаєві. У 1920 році, після закінчення громадянської війни, вступив на факультет суспільних наук Петроградського університету, який закінчив у 1922 року.

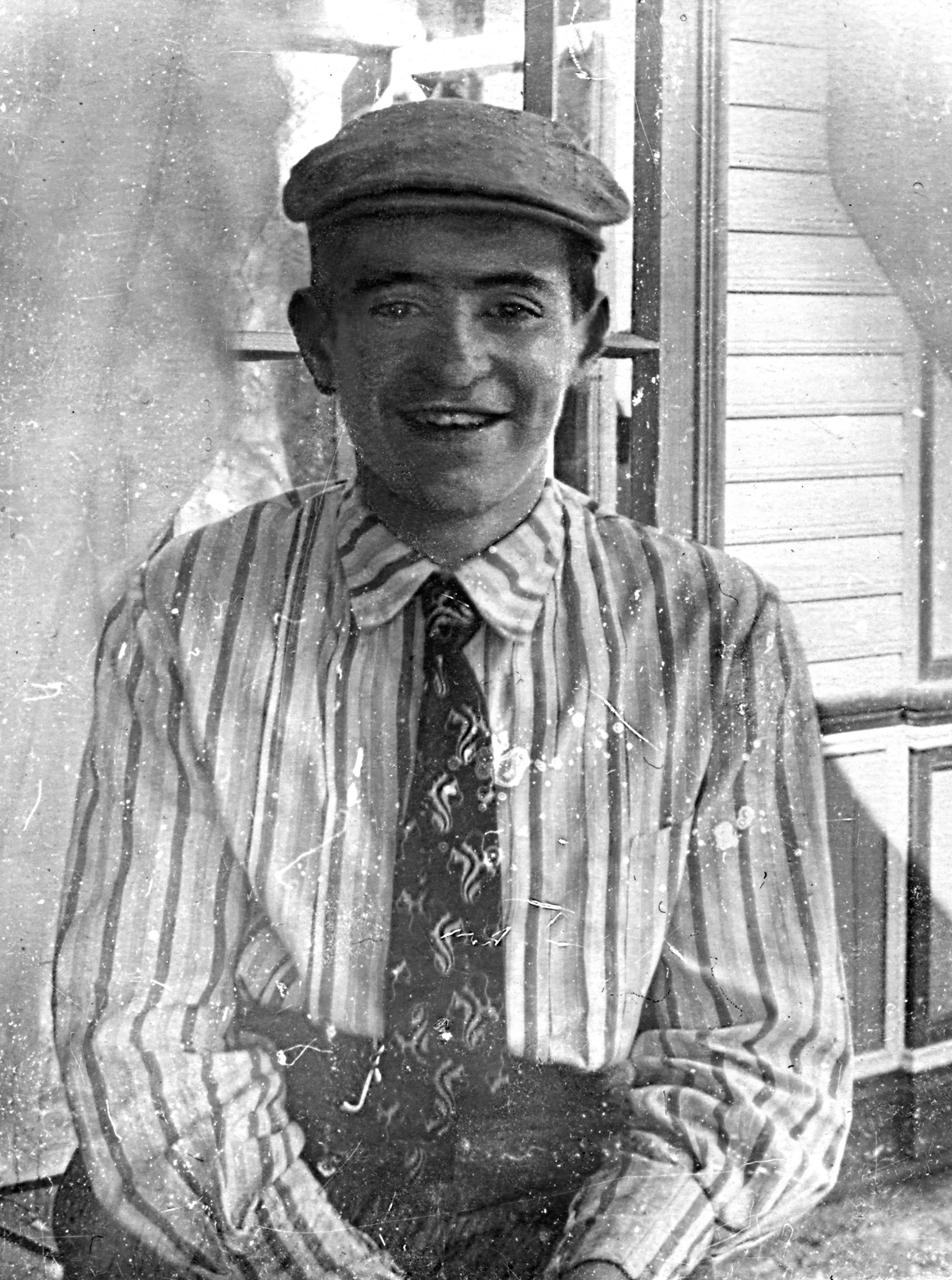
Канторович у юності

Протягом наступного десятиліття трудова діяльність А. Канторовича була пов'язана з Народним комісаріатом із закордонних справ. Працюючи у економічно-правовому відділі НКИД, він співпрацював у газетах, й у 1923 року разом із Б. Штейном випустив свою першу наукову працю у виданні газети «Економічне життя». Згодом, коли А. Канторович уже вів наукову роботу в галузі міжнародних відносин, але ще не займався Китаєм, пов'язаний і довідник «Близький Схід», де Канторовичем написані розділи «Аравія» та «Єгипет» (імовірно).
Ще до того, як довідник побачив світ, А. Канторович потрапляв у 1924 році до Китаю у складі комісії професора Пергамента, після чого його наукові інтереси були нерозривно пов'язані з цією країною. У Китаї Анатолій Якович провів чотири роки, поєднуючи посаду співробітника повпредства та викладача права у Пекінському університеті. Водночас, А. Канторович був спеціальним кореспондентом газет «Праця» та «Економічне життя», писав статті та рецензії для провідного органу радянських сходознавців «Новий Схід». У цей час у нього виникла ідея написати книгу «Китай в імперіалістичному оточенні» — велике дослідження з міжнародних відносин Китаю, яку він проте завершив.
Влітку 1927 року Канторович виступив захисником у суді у справі Фаїни Бородіної, дружини повпреда Михайла Бородіна, яка була заарештована офіцерами Чжан Цзоліня з метою тиску на її чоловіка. Ф. Бородіна та дипкур'єри були звільнені після енергійних демаршів керівництва СРСР 12 липня 1927 року, коли їм було винесено виправдувальний вирок. І сама Бородіна, і сучасники-очевидці подій відзначали відповідальну та висококваліфіковану роботу Канторовича як адвоката підсудної. Вишнякова-Акімова, яка жила в Пекіні по сусідству поряд з Канторовичем, згадувала:
|  | Имя Канторовича было у всех на устах в 1927 году, когда ему выпала трудная задача защищать перед чжанцзолиневским судом советских граждан, арестованных во время налета на полпредство, и Ф. С. Бородину, задержанную на пароходе «Память Ленина». Эту задачу он выполнил с обычными для него умением и твердостью. |

Сама Бородіна згадувала свого захисника словами подяки:
|  | Выражаю горячую благодарность т. Канторовичу, нашему защитнику. Тов. Канторович исключительно серьезно подошел к нашему процессу и не считался с затратами своих сил и энергии, чтобы довести процесс до благополучного исхода. Во время многочисленных наших свиданий в тюрьме т. Канторович всегда находил в себе слова уверенности, чтобы такую же уверенность поддержать во всех нас. Он распутал сложный клубок китайского судопроизводства. В своих речах перед судом т. Канторович, заботясь о судьбе своих клиентов, в то же время бережно относился к национальному чувству китайцев — чувству, постоянно оскорбляемому иностранцами, которые пользуются в Китае правом экстерриториальности, то есть неподсудности китайским законам. |

Повернувшись до Москви у квітні 1928 року, Канторович викладав у Московському інституті сходознавства, продовжував також працювати в Народний комісаріат закордонних справ (референт з Китаю 2-го Сх. відділу) до 1932 року, коли перейшов на посаду старшого наукового співробітника до Інституту світового господарства світової політики (ІМХіМП). У 1930-х роках провідним науковим виданням з міжнародних відносин був журнал «Світове господарство та світова політика», з міжнародних відносин на Далекому Сході — журнал «Тихий океан», з китаєзнавства — «Проблеми Китаю», особлива увага ситуації на північному сході Китаю приділяв «Вісник Маньчжурії». А. Канторович (часто під псевдонімом Нік. Терентьєв) постійно співпрацював з усіма чотирма журналами, а також друкувався у низці інших органів. Багато робіт, написані ним наприкінці 1920-х і в 1930-ті роки, групуються навколо тем: конфлікт на Китайсько-Східній залізниці, японська агресія в Китаї, політика США в Китаї. Періодично служив завідувачем іноземного відділу газети «Известия». З серпня 1934 — генеральний секретар Тихоокеанського інституту. Кандидат економічних наук (1935; без захисту); доктор економічних наук (1936; дисертація «Америка в боротьбі за Китай»).

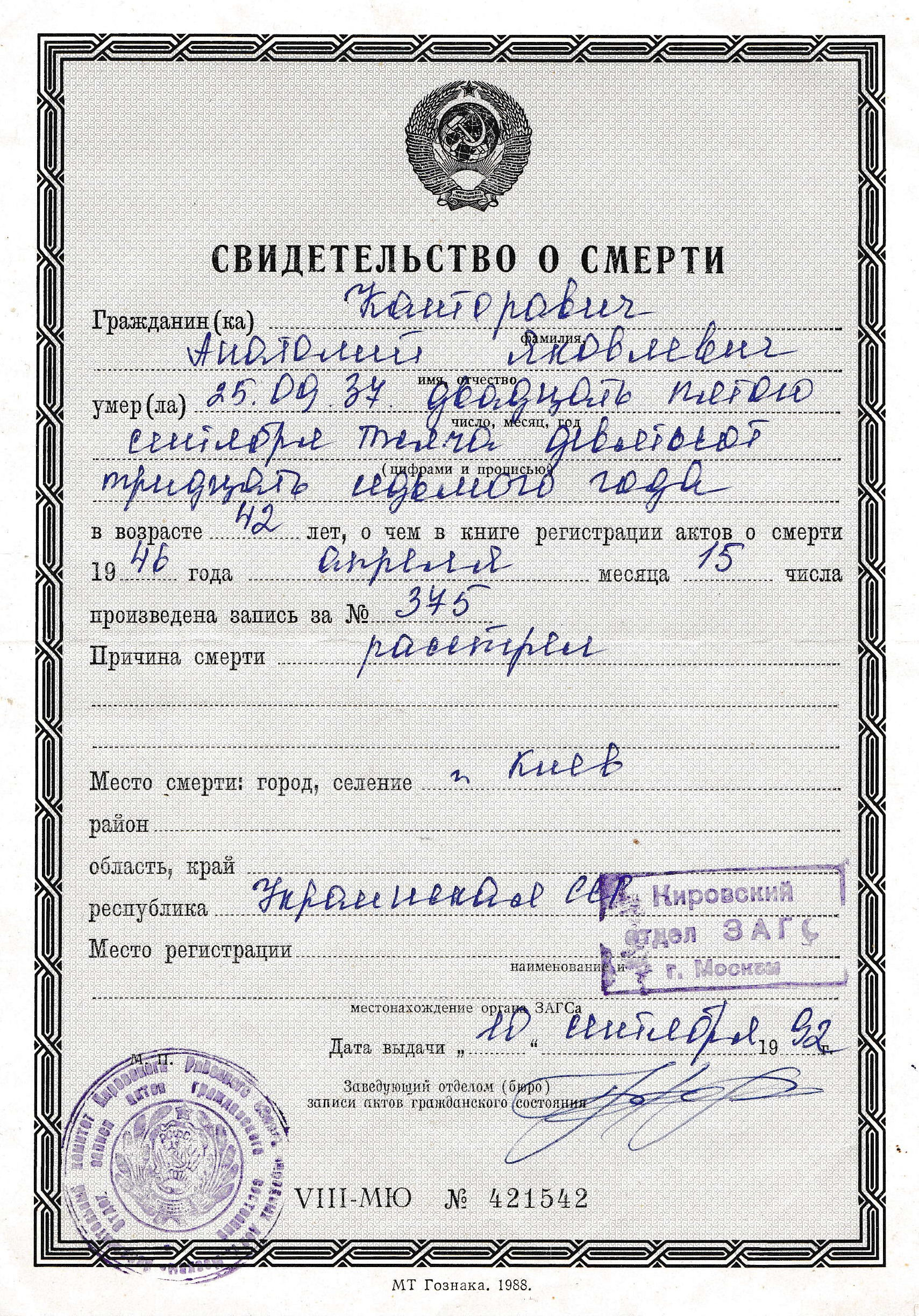
Свідоцтво про смерть А. Канторовича

На початку 1937 року, коли на хвилі єжовщини почалися арешти міжнародників та журналістів, Анатолій зрозумів, що він під підозрою. За спогадами родички вченого Раїси Міллер, Анатолій запросив свого брата Володимира покататися верхи в Сокільниках, а там сказав йому: «Я вирішив з тобою попрощатися». Через два місяці, 11 червня 1937 року, його заарештували в Москві, після чого Анатолій Якович був етапований до Києва, за місцем арешту першого «співучасника». Слідство проводилося з 16 червня 1937 року до 25 вересня 1937 року. Канторовича було звинувачено як агента іноземної розвідки з 1927 року, а також учасника терористичної групи в Москві в 1932—1934 роках. (статті 54-6 ч. 1, 54-8 та 54-11 КК УРСР; слідча справа № 33031фл, обліково-архівний відділ КДБ УРСР). Визнаний винним і засуджений до розстрілу 25 вересня 1937 членами «двійки» (Нарком ВД СРСР, Прокурор Союзу СРСР). Наказ був виконаний того ж дня.
Справа за звинуваченням Анатолія Канторовича була переглянута Військовою Колегією Верховного Суду СРСР 30 травня 1956 року. Постанову НКВС СРСР від 22 вересня 1937 року щодо А. Канторовича було скасовано і справу за відсутністю складу злочину припинено (номер довідки: № 4н-06057/56 Військової колегії Верховного Суду СРСР від 21 червня 1956 р.).
Після реабілітації сім'я Канторовича в тому ж 1956 отримала довідку, де вказувалося, що «громадянин А. Канторович А. помер у 1944 році від двостороннього запалення легень», при цьому усно було повідомлено, що це сталося в ув'язненні, де він нібито відбував 10-річний строк покарання. Лише на початку 1990-х років. Онук вченого Анатолій Канторович отримав доступ до слідчої справи і з'ясував реальні обставини загибелі діда. Він з'ясував, що у 1956 році при отриманні запиту з боку рідних про долю А. Канторовича (на той час він був повністю реабілітований), чиновники держбезпеки «вважали за необхідне» повідомити свідомо неправдиву інформацію про його смерть, ґрунтуючись на цілком секретній вказівці КДБ при РМ СРСР № 108сс від 24.08.1955 р., що вимагав спотворювати дату та причину смерті, приховувати місце загибелі. Далі держбезпека дала відповідне розпорядження міліції, а та — відділу РАГС Жовтневого району Москви, який проводив «реєстрацію смерті» та виписував довідку про смерть. Спочатку працівники держбезпеки планували повідомити рідним, що Канторович помер 25 вересня 1943 року від раку печінки, проте, коли їхнє розпорядження дійшло до місця, з'ясувалося, що Жовтневий РАГС уже встиг видати довідку про смерть (на той час практика була налагоджена, і працівники міліції РАГС уже не потребували пояснень з боку держбезпеки), де значилася інша дата та інша причина (3 грудня 1944 року, двостороннє запалення легень). Співробітникам держбезпеки довелося заднім числом підганяти під уже видану довідку нове розпорядження з новою легендою. Свою статтю «Наказано збрехати», в якій детально досліджували обставини загибелі вченого, Анатолій Робертович завершив такими словами: «Мого діда фактично змусили померти три рази, — один раз — по-справжньому і двічі — посмертно, відповідно до вищих державних інтересів».

## Сім'я та особистість
Вишнякова-Акімова, яка знала Канторовича в роки його перебування в Пекіні, залишила такі спогади:
|  | Живой и любознательный Анатолий Яковлевич участвовал во всех наших экскурсиях. Страстный любитель литературы, он был горячим поклонником Диккенса и изводил своих друзей, читая наизусть по-английски целые страницы из его книг. В Пекине у него родился сынишка, смуглый и черноволосый, всеобщий баловень и любимец, которого прозвали «Арабчиком». |

Анатолій Канторович був одружений тричі. Його першою дружиною була Даратея Георгіївна Шнейдерова (1898—1978).
Син Анатолія, Роберт (1925—1982), був народжений у Пекіні від другої дружини Канторовича, Олександри Канторович (1900—1989), яка згодом також була репресована, але вже через арешт свого другого чоловіка, Павла 1885—1938). В ув'язненні перебувала з 1938 по 1946 рік. Роберт Анатолійович став відомим радянським вірусологом. Син Роберта, Анатолій — радянський і російський історик, археолог, доктор історичних наук, завідувач кафедри археології історичного факультету МДУ імені М. В. Ломоносова.
Третя дружина А. Канторовича, Аделаїда Блінова (22.03.1901 — 27.12.1974), онука етнографа М. Блінова, багато років працювала секретарем у наркомі закордонних справ. Була заарештована і заслана незабаром за чоловіком. Її дочка від першого шлюбу з сходознавцем Левом Лазаревським (Райхінштейном), Світлана, стала відомою у Радянському Союзі біологинею, а внучка Ольга Городецька, — російська історикиня-китаєзнавиця, яка викладає історію Китаю в університетах материкового Китаю та Тайваню.
Брат Анатолія Канторовича — письменник і критик Володимир Канторович (1901—1977).

## Науковий внесок

### Перший етап
В. Никифоров виділяв у науковій творчості Канторовича чотири етапи. Перший етап (1925—1927) був пов'язаний з широким колом питань, які стосувалися Китаю, його історії, суспільно-політичного устрою, економіки та народонаселення з особливою увагою до проблем залізниць. До цього періоду відносяться статті Анатолія про роль іноземного капіталу у важкій індустрії Китаю, про розвиток обробної промисловості, про умови праці в Китаї, про економіку китайського села, про митну проблему, про фінанси. У цей же період було видано статтю «Система суспільних відносин Китаю докапіталістичної епохи», де вчений повністю заперечував феодальний характер китайського суспільства (позиція можлива для 1926, але практично нереальна для 1930-х років, коли середньовічне суспільство в Китаї «офіційно» було оголошено феодальним), а також пов'язував династичні цикли в китайській історії з демографічними циклами, що в майбутньому дозволило деяким дослідникам дорікнути його в неомальтузіанстві. У цей же період, однак у різні роки, Канторович заявляв про те, що працює над двома книгами — «Китай в імперіалістичному оточенні» (1925) і «Тайпінське повстання і перша іноземна інтервенція в Китаї» (1926), жодну з яких він так і не завершив. Однак світло побачила перша монографія Канторовича, хоч і присвячена іншій спеціальній темі — «Іноземний капітал та залізниці Китаю» (1926). Її виданню передувала поява однойменної статті у Віснику Маньчжурії.
У книзі «Іноземний капітал та залізниці Китаю» А. Канторович описав історію та сучасний стан залізничного питання в Китаї, розглядаючи залізниці як важливий чинник політичного життя Китаю та об'єкт боротьби міжнародних політичних сил. У тих розділах, які не мали суто довідковий характер, він описав картину історії залізничного будівництва в Китаї і намітив основні етапи цієї історії, узгоджуючи особливості тактики іноземного капіталу в Китаї на різних етапах.
Першим етапом А. Канторович вважає період до 1895 року, коли залізничне будівництво не стало ще центральним завданням іноземних капіталістів у Китаї і коли деякі залізниці, що будувалися, загалом знаходилися в руках китайців. На другому етапі іноземний капітал розвинув бурхливу діяльність у сфері залізничного будівництва: всі залізниці, що будувалися в цей період, створювалися іноземцями та залишалися їхньою власністю. Проте конкуренція між різними імперіалістичними державами, зростання опору китайського народу іноземної агресії, нарешті, зростання китайського національного капіталу призвели до нового — третього етапу, коли дороги, які будували іноземці, залишалися в руках китайського уряду, хоч і зі значною участю іноземного капіталу (для цього етапу типові так звані «Пуковські умови» 1908 року, укладені Китаєм з англійськими та німецькими капіталістами, що будували залізницю Тяньцзинь — Пукоу). Приблизно з 1909—1910 рр., зі створення іноземними капіталістами консорціуму для спільного грабежу. Канторович починає четвертий етап, коли на зміну «пуковським» прийшли нові угоди, настільки ж жорсткі для Китаю, як угоди періоду, що передував «пуковським» умовам. висувалися в 1924—1925 рр. у США та Англії. Автор робив висновок, що ці проекти мають мало шансів на успіх. Опір китайського народу та конкуренція між імперіалістами (насамперед незацікавленість у здійсненні таких проектів Японії) зірвуть, як думав А. Канторович, всякі плани спільного імперіалістичного панування у Китаї.
Книга «Іноземний капітал та залізниці Китаю» була високо оцінена критикою того часу. Літератор та знавець країн Далекого Сходу Р. Кім, незадовго доти гаряче обстоював необхідність переходу від довідників по Китаю до спеціальних досліджень, вітав роботу Канторовича як першу самостійну монографію: «Автор впорався із важким завданням цілком задовільно,— писав він,— його робота, невелика за розміром, але надзвичайно компактно написана, є цілком самостійною, зв'язнонаписаною історико-економічною монографією, а не сухим неживим довідником з нескінченними стовпчиками цифр і острівцями лапідарних текстів, взятих напрокат з „ір-буків“».

### Другий етап
Роботи, написані Канторовичем у період із 1928 і до 1931 року групуються навколо проблем залізниць Північно-Сході Китаю. У 1929 році, буквально за кілька днів А. Канторович написав брошуру «Радянський Союз, імперіалізм і Китай», в якій у популярній формі і водночас на основі великого, давно підібраного та продуманого ним фактичного матеріалу описує китайсько-радянські відносини і конфлікт на КВЖД. Як зазначав Никифоров, «ця робота залишалася найкращим нарисом історії відносин між СРСР і Китаєм аж до появи, вже після Другої світової війни, книг М. С. Капіци. У деяких частках (наприклад, показ складних відносин, що склалися між обома країнами в 1927—1929 рр.) брошура А. Я. Канторовича і досі дає найяскравішу картину».
Завершенням цього, другого у творчості А. Канторовича, циклу робіт, Никифоров називає «Імперіалізм та залізниці Північно-Східного Китаю», статтю 1931 року про японо-китайський залізничний конфлікт на Північно-Сході Китаю напередодні окупації цієї частини Китаю. Ця стаття утворює як би міст до наступної, третьої проблеми, розробленої автором, — «Японська агресія в Китаї в 1931—1937 роках».

### Третій етап
Ще 1924—1926 роках, «мирного», «тихого» проникнення японських імперіалістів до Китаю, А. Канторович виявив особливу активність японського капіталу Маньчжурії. Аналіз залізничного питання дозволив йому зробити висновок, що «Японія набула собі в Китаї абсолютно виняткового становища. Вона виступила на китайській арені останньою, але вона прийшла до мети першої: за ступенем політичного впливу, промислового проникнення і, зокрема… залізничних інтересів (у широкому розумінні слова) Японія не має рівної… японський капіталістичний вплив у Китаї є і залишиться самим могутнім, і це незважаючи на те, що з усіх країн саме Японія об'єктивно переслідує (і не може не переслідувати) у Китаї цілі найбільш колонізаторської, найбільш небезпечної для Китаю властивості». До того ж висновку наводило автора знайомство з роллю іноземного капіталу гірничої та важкої промисловості Китаю. У цій галузі японські інтереси значно переважали інтереси решти держав разом узятих: «там, де європейський і американський капітал зазнає фіаско, японський капіталіст часто виграє. Це слід приписати ряду причин: расової і мовної близькості з Китаєм, незвичайного вміння і розуміння японцями китайської обстановки, надзвичайної зосередженості політичної та економічної діяльності тісно один з одним, географічної та стратегічної близькості, що робить військовий тиск надзвичайно дієвим. Так чи інакше саме японська експансія в Китаї найбільш ефективна і успішна і представляє для Китаю найбільшу небезпеку». Робив висновок про виняткову активність Японії на Далекому Сході, Канторович зазначав, що зростання японського впливу «несе із собою безперечну і серйозну небезпеку для всього економічного та політичного майбутнього Китаю». На думку Никифорова, в 1925 року, як у радянської періодичної друку було багато статей менш далекоглядних авторів, котрі бачили лише вчорашню і сьогоднішню (для тих років) роль Англії як провідної сили імперіалістичної експансії проти Китаю, але з бачили завтрашньої ролі Японії, висновок А. Канторовича відрізнявся сміливістю та глибиною. Втім, як зазначає той самий Никифоров, правильно вловивши загальну тенденцію, Канторович помилився у визначенні конкретних термінів: у роботах 1928—1931 років. він висловлював сумнів у тому, що найближчими роками Японія піде на пряме захоплення Північно-Східного Китаю: японське вторгнення в Північно-Східний Китай почалося в 1931 році.
Питання японської агресії у Китаї міцно увійшли, хоча й короткий термін, у сфері наукових інтересів А. Канторовича відразу після окупації Північно-Східного Китаю. До 1932 року відносяться брошури «Японський капітал у Манчжурії», «Боротьба за Тихий океан» та стаття «Боротьба імперіалістів за Маньчжурію» у збірці «Окупація Маньчжурії та боротьба імперіалістів». До тієї ж тематики примикає книга «Вогнища війни Далекому Сході», що вийшла двома роками пізніше. У брошурі «Боротьба за Тихий океан» Канторович вказував, що міцний союз Англії та Японії в даному регіоні неможливий: «Англійський капітал стикається з японським та китайських залізницях та в залізничних поставках, у китайській текстильній промисловості, у портових обладнаннях і навіть у сфері кредиту і грошового обігу», проте при всьому цьому політика Англія по відношенню до дій Японії в Маньчжурії була прикладом заступництва агресії. Автор приходить до висновку, що у разі агресії Англія не підтримуватиме Японію, але й не стане на бік свого головного конкурента на світових ринках — США. Книга була прихильно зустрінута сучасною критикою.
Книга «Вогнище війни Далекому Сході» також було присвячено питанням японського імперіалізму. У ній Канторович, проаналізувавши економічне та політичне становище Китаю та Японії, показав причини японо-китайської війни та перемоги Японії. Книга була позитивно оцінена видатним фахівцем з Далекого Сходу Григорієм Войтінським, який зазначав, що «незважаючи на наявність недоліків та недоглядів книга т.д. Терентьєва правильно викриває закулісні махінації міжнародних імперіалістів і цікавить підготовленого читача».

### Четвертий етап
Роботи А. Канторовича показують, що він почав зосереджуватись на темі про Сполучені Штати приблизно з 1933 року, тобто з моменту відновлення нормальних дипломатичних відносин між СРСР та США. Наприкінці 1933 року в журналі «Світове господарство та світова політика» (№ 11—12) вже була опублікована стаття про економічні позиції США в Китаї, у примітці до якої вказувалося, що вона представляє скорочений виклад одного з розділів підготовленої книги «Америка у боротьбі за Китай», Опублікувавши таким чином матеріали, які, очевидно, давно перебували в автора в мобілізаційній готовності у зв'язку з роботою над минулою темою — «Китай в імперіалістичному оточенні», А. Я. Канторович потім, у 1934—1935 рр., надрукував низку рецензій на книжки американських авторів; в цей же час одна за одною виходять ще кілька статей, які є главами майбутньої книги.
У монографії, що вийшла в 1935 році, давався аналіз політики США в Китаї з моменту її зародження до 1935 року. А. Канторович показав, що з виникнення Сполучених Штатів Америки Китай грав для американського капіталу, незважаючи на тодішню слабкість США і віддаленість від Китаю, дуже велику роль. Автор пояснював це тим, що торгівля зі Сходом, насамперед із Китаєм, грала роль стовпової дороги первісного накопичення капіталу США.
Вже на першому етапі американської агресії в Китаї, що досягла апогею в 1850-х роках, виявляються «ті самі риси, які характеризують американську політику на наступних її етапах: довлення майбутнього над сьогоденням, турбота про майбутню експансію, прагнення утримати розчищеним шлях для цієї останньої … Америка, все ще провінційна і до того ж вагітна найтяжчою внутрішньою кризою, думала все-таки зробити свої заявки». Ця характеристика, зазначена А. Канторовичем, — невідповідність апетитів американського капіталізму його реальним можливостям, що змушувало США ховатися за спину інших держав або йти поряд з ними,— давалася взнаки в політиці США в Китаї аж до Другої світової війни. Тільки в період Другої світової війни і особливо після неї США, здавалося, реально вже могли претендувати на роль монопольного імперіалістичного агресора в Китаї. Іронія долі, на думку Никифорова, полягала в тому, що саме в цей момент сторічні агресивні плани США в Китаї зазнали повного та остаточного краху.
Для А. Канторовича велике історичне дослідження, що становить більшу частину книги «Америка в боротьбі за Китай», було тим солідним фундаментом, на якому він будував висновки та прогнози щодо сучасної діяльності американського імперіалізму на Далекому Сході. Підсумовуючи, автор дійшов висновку, що Китай США як ринок сировини залишається об'єктом лише майбутніх планів; як ринок докладання капіталів він також грає поки що третьорядну роль; як ринок збуту товарів Китай, щоправда, посідає США перше місце серед колоніальних ринків, «але це значною мірою знецінюється тим, що Китай немає для США серйозного значення як ринок збуту промислових виробів». Таким чином, конкретні економічні інтереси США в Китаї власними силами на той час не могли «служити базою для конфлікту з Японією, що загрожує першорозрядною війною». Канторович приходив до висновку, що США на Сході мали двояку мету: з одного боку вони намагалися зіштовхнути Радянський Союз і Японію з метою ослаблення обох держав, з іншого боку — співпрацювали з СРСР для стримування японської агресії.
Книга Канторовича не привернула уваги радянської наукової преси, проте звернула він увагу американських дослідників. Журналіст-далекосхідник Джозеф Бернес у своїй рецензії для Pacific Affairs назвав Канторовича «видатним молодим радянським ученим», а його книгу, не без іронії, — «одним із ранніх свідчень, що перша п'ятирічка в радянській науці була виконана». Бернес писав: «Його джерельна база, яка включає практично всю літературу англійською мовою з цього питання, а також неопубліковані матеріали з царських архівів, і його терпляча спроба витягнути із заплутаної історії червоні нитки марксистського аналізу, являють собою той тип довготривалої наукової роботи, яка донедавна в Радянському Союзі приносилися в жертву заради вирішення нагальних проблем». Бернс високо оцінив спробу Канторовича ув'язати події на міжнародній арені із внутрішньополітичною обстановкою США і зазначив, що перше видання книги, тираж якої налічував 7000 екземплярів, вже стало раритетом у московських магазинах.
В. Никифоров у статті 1963 року, що є єдиною повноцінною біографією Канторовича, дав ґрунтовну критику монографії «Америка у боротьбі за Китай». Вчений зазначав, що у ряді місць Канторович блискуче продемонстрував виважений науковий аналіз і дав більш точні оцінки подій та тенденцій, ніж його сучасники. Так, Никифоров протиставляє стримані висновки Канторовича про скромні можливості американських капіталістів позиції Аваріна, який писав про лютий натиск американських левіафанів з Уолл-стріт на Маньчжурію: «Ці „левіафани“ були, як кажуть, сильнішими за звіра тільки у себе на батьківщині; на міжнародній арені вони становили досить скромну величину». Никифоров зазначав, що у монографії Канторовичу вдалося позбавитися своїх ідеологічних кліше 1932—1934 гг. і побачити, що в 1930-х на Далекому Сході основні протиріччя лежали не між Англією та США, а між США та Японією. Канторович вірно побачив, що ймовірність конфлікту між Японією та США зростає, але все ще вважав малоймовірним відкриту війну, в чому виявився менш далекоглядним, ніж той же В. Аварін, який ще в 1931 писав про майбутнє зіткнення двох країн. Оцінюючи науковий внесок Канторовича загалом, Никифоров писав: «Книги та її статті. Я. Канторовича, незважаючи на наявні в них недоліки, були свого часу великим внеском у вивчення міжнародних відносин».

## Роботи
Монографії
- Канторович, А. Я. Иностранный капитал и железные дороги Китая / Под редакцией и с предисловием К. Радека. — М. - Л. : Плановое Хозяйство, 1926. — 220 с.
- Терентьев, Н. Очаг войны на Дальнем Востоке. — М. : Партийное издательство, 1934. — 256 с.
- Канторович, А. Я. Америка в борьбе за Китай / Под редакцией П. Лапинского. — М. : Гос. соц.-эконом. из-во, 1935. — 640 с.

Брошури
- Терентьев, Н. Советский Союз, империализм и Китай. — М. : ГИЗ, 1929.
- Терентьев, Н. Борьба за Тихий океан: Военно-морские силы империалистических держав на Тихом океане. — М. : Партийное издательство, 1932. — 94 с.
- Терентьев, Н. Японский капитал в Манчжурии. — М. : Госфиниздат, 1932. — 69 с.

Статті в журналах
- Канторович, А. Я. Иностранный капитал в тяжёлой индустрии Китая. — Новый Восток. — 1925. — Кн. 10—11. — С. 46—77.
- Канторович, А. Я. Развитие обрабатывающей промышленности в Китае. — Экономическое обозрение. — 1925. — № 3. — С. 209—212.
- Канторович, А. Я. Условия труда в Китае. — Экономическое обозрение. — 1925. — № 6. — С. 205—208.
- Канторович, А. Я. Дальневосточные письма. 1. Экономическое развитие Китая. — Внешняя торговля. Издание Наркомвнешторга. — 1925. — № 23 (137). — С. 17.
- Канторович, А. Я. Иностранный капитал на железных дорогах Китая. — Вестник Маньчжурии. — 1925. — № 8—10. — С. 59—103.
- Канторович, А. Я. Иностранный капитал на железных дорогах Китая. — Вестник Маньчжурии. — 1926. — № 1—2. — С. 30—71.
- Канторович, А. Я. Система общественных отношений Китая докапиталистической эпохи. — Новый Восток. — 1926. — Кн. 15. — С. 67—94.
- Канторович, А. Я. Некоторые данные об экономике китайской деревни. — Экономическое обозрение. — 1926. — № 3. — С. 175—180.
- Канторович, А. Я. Таможенная проблема в Китае. — Вестник Маньчжурии. — 1927. — № 2. — С. 54—77.
- Канторович, А. Я. Китай и обесценение серебра. — Вестник финансов. — 1927. — № 1. — С. 165—168.
- Канторович, А. Я. Японская йена в Маньчжурии. — Вестник финансов. — 1927. — № 5.
- Канторович, А. Я. Железнодорожное строительство и железнодорожный конфликт в Маньчжурии. — Новый Восток. — 1928. — № 22.
- Канторович, А. Я. Новые формы борьбы за Маньчжурию. — Новый Восток. — 1928. — № 3.
- Аякс. Японский империализм и Китай. — МХМП. 1928, 8—9, с. 43—65
- Аякс. Год реакции в Китае. — Новый Восток 1929, 26—27, с. 270—301
- Аякс. Таможенный вопрос в Китае. — МХМП, 1929, 6, с. 78—88; 7, с. 86—99.
- Канторович, А. Я. Японо-китайский железнодорожный конфликт в Маньчжурии. — Проблемы Китая. — 1931. — № 6—7.
- Терентьев Н. Японский империализм в Маньчжурии. — ПК, 8—9, 1931, с. 30—74.
- Терентьев Н. Японо-китайский железнодорожный конфликт в Маньчжурии. — ПК, 6—7, 1931, с. 196—233,
- Терентьев Н. Доклад Литтона. — МХМП, 1932, 11—12, с. 48—69.
- Терентьев Н. Война на Дальнем Востоке и мирная политика СССР. — «Интернационал молодежи», 1932, 14, с. 10—13.
- Терентьев Н. Война — демпинг — ин-фляция. К характеристике кризиса в Японии. — «Конъюнкт, мир. хоз-ва», 1933, 11, с. 10—15.
- Терентьев Н. Внешняя политика японского империализма. — «Япония», сб. под ред. Е. Жукова и А. Розена, М., 1934, с. 375—390.
- Терентьев Н. Новые позиции японского капитала в Маньчжурии. — «Конъюнкт, мир. хоз-ва», 1934, 3, с. 24—28.
- Канторович А. Новый этап японского наступления в Китае. — МХМП, 1935, 6, с. 3—26.
- Канторович А. Америка и Китай. — НМ, 1935, 5, с. 226—252.
- Канторович А. Кризис американской политики в Китае. — МХМП, 1935, 3, с. 65—71.
- Канторович А. Борьба за Северный Китай. — МХМП, 1936, 1, с. 84—107.
- Канторович А. Англия на Дальнем Востоке. — ТО, 1936, 1(7), с. 29—44.
- Канторович А. Новый этап в развитии японской агрессии. — «Мировое хозяйство и мировая политика», М., 1937, No 1

Газетные статьи
- Канторович А. Экономика кит. событий. — Экономическая Жизнь, 1924, 352.
- Канторович А. Экономическое развитие Китая. — ВТ, 1925, 23, с. 17.
- Канторович А. Кит. конфликт и конференция держав.— Экономическая Жизнь, 1925, 175.
- Канторович А. Банковское дело в Китае и роль иностранных банков. — Экономическая Жизнь, 1926, апрель, с. 176—180
- Канторович А. Кантон и его строительство. — Экономическая Жизнь. 1926, 63.
- Канторович А. Экстерриториальность иностранцев в Китае. — Экономическая Жизнь, 1926, 57.
- Канторович А. Положение на КВжд. — ЭЖ, 1926, 237
- Канторович А. Кантонские сюрбаксы. — Экономическая Жизнь, 1926, 27.
- Канторович А. Народные армии Китая. — Экономическая Жизнь, 1926,
- Канторович А. Провал антисоветской кампании в К,— ЭЖ, 1926, 128.
- Аякс. Рабочее движение в Гуандуне. — Правда, 1926, 96
- Аякс. На Дальнем Востоке. — Известия, 1926, 300.
- Канторович А. Китай в полосе реакции. — Экономическая Жизнь, 1926, 194.
- Канторович А. Империалисты и раздробление Китая. — 1926. 291
- Канторович А. Возвращение У-Пей-фу (в Ханькоу). — Экономическая Жизнь, 1926, 105.
- Канторович А. Северная экспедиция Кантона. — Экономическая Жизнь. 1926. 249.
- К. А. Таможенный вопрос в Китае — Экономическая жизнь, 1927, 198.
- Канторович А. Новые пути японской политики в М.— Экономическая Жизнь, 1927, 300.
- Канторович А. Народная революционная армия Северно-Западного Китая. — Известия, 1927, 115.
- Канторович А. Пожар вокруг Шанхая. — Экономическая Жизнь, 1927, 57.
- Канторович А. Маньчжурия. — Экономическая жизнь, 1928, 94.
- Аякс. Американско-китайский договор. — Известия, 1928, 177.
- Канторович А. Японская интервенция в Северном Китае. — Правда. 1928, 120.
- Канторович А. СССР и К. в Маньчжурии. — Известия, 1928, 29.
- Аякс. Англо-китайское соглашение. — Известия, 1928, 189.
- Аякс. Наступление американского капитала в Китае — Известия, 1929, 114.
- Аякс. Последние события в Китае. — Известия, 1929, 74.
- Аякс. Япония, Китай и М. — Ленинградская Правда, 1929, 38.
- Аякс. Вне закона. — Известия, 1929, 233.
- Аякс. Провокаторы за работой. — Ленинградская правда, 1929, 131
- Аякс. Развязка судебной комедии. — Известия, 1929, 240.
- Аякс. Политические итоги сов.-кит. конфликта. — Известия, 1930, 9.
- Аякс. Пробный тар интервенции — Сов.-кит. конфликт. — Известия, 1930, 324.
- Терентьев Н. Интервенция империалистов в Китае. — Известия, 1930, 214.
- Терентьев Н. Кризис, война и революция в Китае. — Известия, 1930, 188
- Терентьев Н. Положение в Китае. — Известия, 1930, 163.
- Терентьев Н. Шанхайская операция. — «Партработник», 1932, 4, с. 62—72.
- Терентьев Н. Японская интервенция в новой фазе. — «Партработник», 1932, 1, с. 86—90.